# Neßsand
Neßsand es una isla fluvial del río Elba, en el norte de Alemania, una de un grupo de tres pequeñas islas que se encuentran a la salida del delta de Hamburgo, ya en el bajo Elba (Niederelbe).
En esta isla se juntan las fronteras de tres estados federados: Hamburgo, Schleswig-Holstein (distrito Pinneberg) y Baja Sajonia (distrito Stade).

## Reserva natural

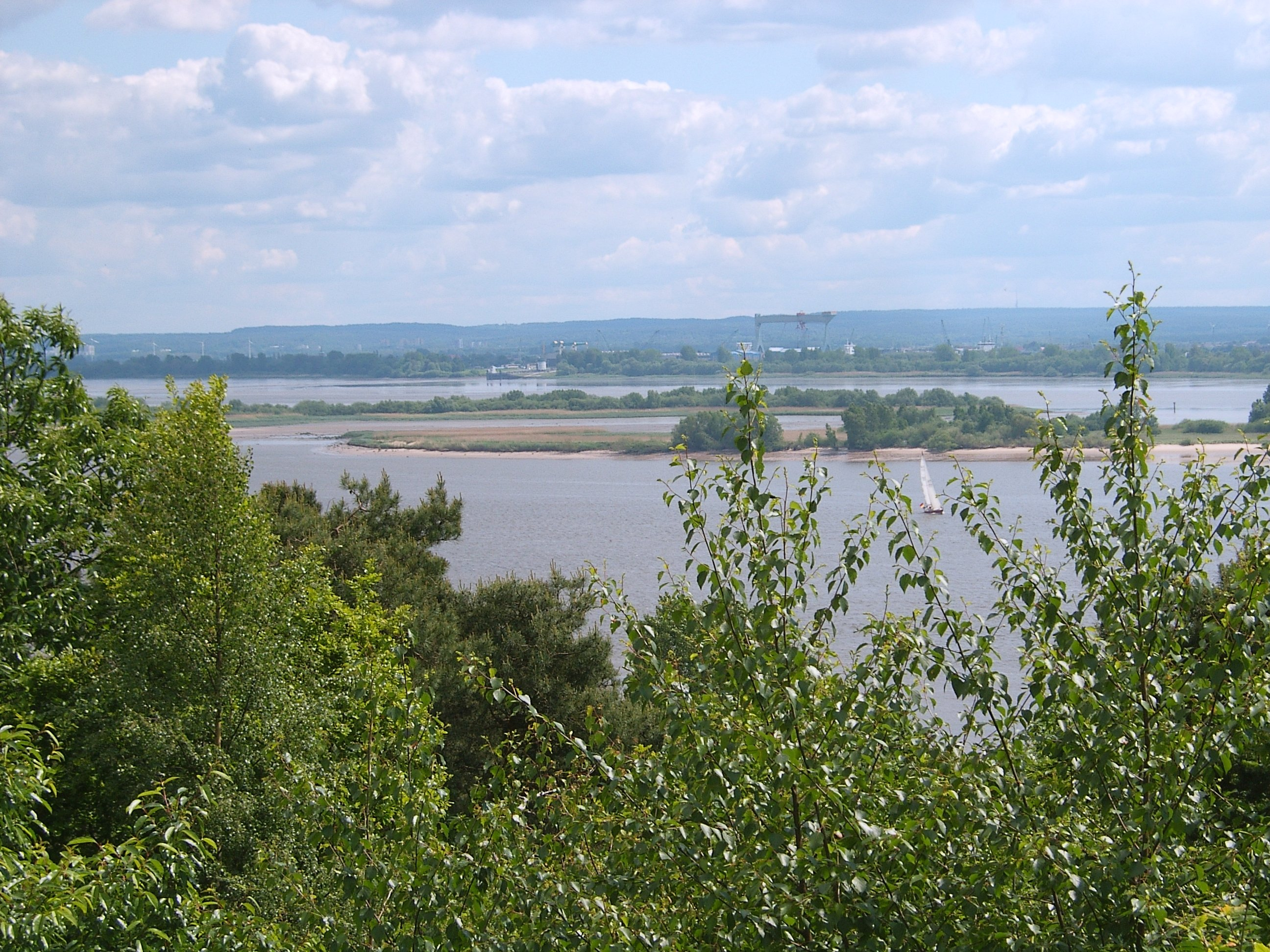
Vista del Elba desde la reserva natural en Neßsand

El extremo oriental de la isla forma parte de la reserva natural Neßsand, junto con el islote Schweinsand.